# Giuseppe Vigoni
Giuseppe Vigoni, conocido como Pippo Vigoni, (Sesto San Giovanni, 9 de agosto de 1846 – Milán, 15 de febrero de 1914) fue un explorador, geógrafo y político italiano.

## Biografía

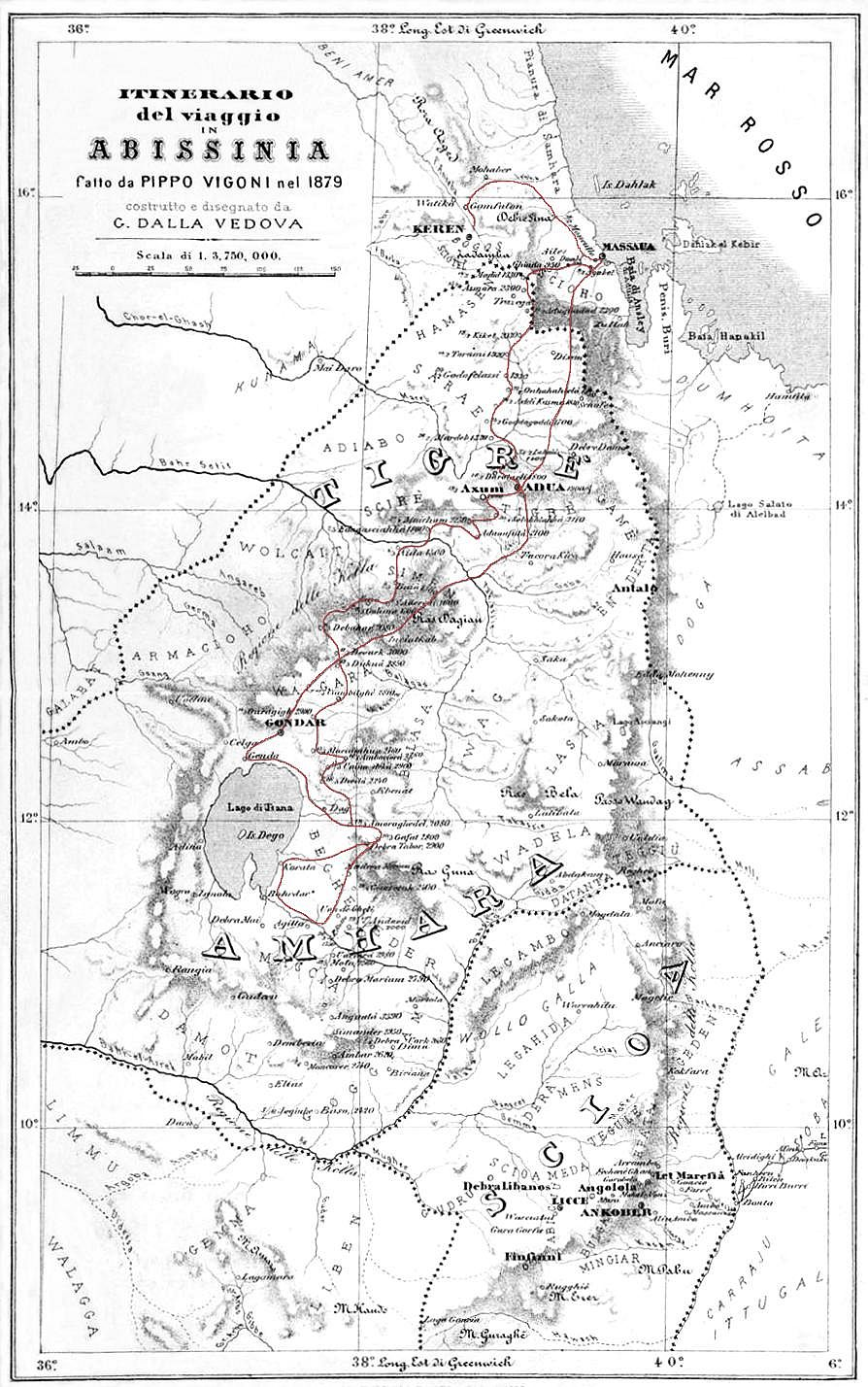
Itinerario del viaje de Giuseppe Vigoni por Abisinia

Fue hijo del noble milanés Ignazio Vigoni y de Luigia Vitali, de una rica familia de industriales y banqueros milaneses. En 1866 participó como voluntario en la tercera guerra de independencia italiana. Acabada la guerra, terminó sus estudios y se licenció en ingeniería y arquitectura en la Universidad de Bolonia, pero prefirió dedicarse a los viajes y la exploración, actividades que puedo realizar gracias a su  posición económica. 
Practicó el alpinismo, escaló varias cumbres de los Alpes, fue vicepresidente del Club Alpino Italiano y varias veces presidente de la sección de Milán.
Realizó numerosos viajes por Europa y luego emprendió otros recorridos y exploraciones por Asia, América y especialmente por África. Su primer viaje fuera de Europa fue por Egipto, Siria, Palestina y Jordania. Luego viajó a través del continente americano, que recorrió de sur a norte. En otro de sus largos itinerarios, partió de San Petersburgo, cruzó el Cáucaso, atravesó Persia y Mesopotamia, llegó al Golfo Pérsico y navegó hasta la India. 
La exploración más importante la realizó en 1879 por Abisinia, en compañía del explorador italiano Pellegrino Matteucci y otros exploradores, desde la ciudad portuaria de Massawa hasta el lago Tana, cruzando la región de Trigay. En 1881, publicó un relato sobre este viaje, titulado Abissinia. Giornale di un viaggio.
En política se mostró partidario de la expansión colonial italiana por África y de la ocupación de la Tripolitania y de Abisinia, participando en numerosos debates e impartiendo conferencias sobre temas coloniales. Entró en 1881 en el consejo municipal de Milán, siendo concejal, luego alcalde entre 1892 a 1899 y posteriormente de nuevo concejal. 
En 1900 fue nombrado senador del reino de Italia, dentro de la categoría de las personas que hubieran pagado tres mil liras de impuestos directos durante tres años sobre la base de sus activos o industrias.
Ocupó numerosos cargos:
- Presidente de la Società italiana di esplorazioni commerciali de Milán (1885-1914).
- Membro del consejo de administración de la Banca commerciale italiana (1907-1914).
- Presidente del Commissariato per l'emigrazione.
- Socio de la Società geografica italiana.

Las notas y recuerdos que trajo de sus viajes resultaron en gran parte destruidos durante la Segunda Guerra Mundial. 